# 什鲁斯伯里伯爵
什鲁斯伯里伯爵（Earl of Shrewsbury，/ˈʃroʊzbəri/）是英格兰的一个世袭制伯爵爵位，历史上总共创建过两次，第二次建立于1442年，并传承至今。什鲁斯伯里伯爵还同时拥有爱尔兰爵位沃特福德伯爵（Earl of Waterford）和大不列颠爵位塔尔伯特伯爵。什鲁斯伯里伯爵是英格兰最古老的伯爵爵位之一。

## 什魯斯伯里伯爵

### 第一次冊封
- 第一代什魯斯伯里伯爵羅傑·德·蒙哥馬利
- 第二代什魯斯伯里伯爵蒙哥馬利的休
- 第三代什魯斯伯里伯爵貝萊姆的羅貝爾

### 第二次冊封
- 第一代什鲁斯伯里伯爵约翰·塔尔博特
- 第二代什魯斯伯里伯爵約翰·塔爾博特（英语：John Talbot, 2nd Earl of Shrewsbury）
- 第三代什魯斯伯里伯爵約翰·塔爾博特（英语：John Talbot, 3rd Earl of Shrewsbury）
- 第四代什魯斯伯里伯爵喬治·塔爾博特（英语：George Talbot, 4th Earl of Shrewsbury）
- 第五代什魯斯伯里伯爵法蘭西斯·塔爾博特（英语：Francis Talbot, 5th Earl of Shrewsbury）
- 第六代什魯斯伯里伯爵喬治·塔爾博特（英语：George Talbot, 6th Earl of Shrewsbury）
- 第七代什魯斯伯里伯爵吉爾伯特·塔爾博特（英语：Gilbert Talbot, 7th Earl of Shrewsbury）
- 第八代什魯斯伯里伯爵愛德華·塔爾博特（英语：Edward Talbot, 8th Earl of Shrewsbury）
- 第九代什魯斯伯里伯爵喬治·塔爾博特（英语：George Talbot, 9th Earl of Shrewsbury）
- 第十代什魯斯伯里伯爵約翰·塔爾博特（英语：John Talbot, 10th Earl of Shrewsbury）
- 第十一代什魯斯伯里伯爵法蘭西斯·塔爾博特（英语：Francis Talbot, 11th Earl of Shrewsbury）
- 第十二代什魯斯伯里伯爵查爾斯·塔爾博特（1694年晉升為公爵）